# Mesoheros
Mesoheros (Sp.: „Meso“ = Mitte + Heros) ist eine im nordwestlichen Südamerika westlich der Anden vorkommende Gattung der Buntbarsche (Cichlidae). Das Verbreitungsgebiet reicht vom Río Tumbes im Norden von Peru über den Río Esmeraldas in westlichen Ecuador, den Río Patía im Südwesten Kolumbiens bis zu den in die Karibik mündenden Flüssen Río Atrato, Río Baudó und Río San Juan im nordwestlichen Kolumbien.

## Merkmale
Mesoheros-Arten erreichen Längen von 25 bis über 30 cm und besitzen eine typische bullige Buntbarschgestalt mit ovalem, etwas gestrecktem Körper. Das Maul ist relativ klein und reicht nicht bis an die äußeren Grenzen der Augenhöhlen. Auf den Körperseiten finden sich sieben, selten auch sechs, dunkle Flecken, die bei der Typusart Mesoheros festae auch als senkrechte Bänder ausgebildet sein können. Die Schwanzflosse schließt gerade ab oder ist abgerundet. Ein gut sichtbarer schwarzer Fleck befindet sich auf dem oberen Teil des Schwanzstiels oberhalb des Endes der zweiten Seitenlinie. Rücken-, After- und Schwanzflosse sind gefleckt, die Basen von Rücken- und Afterflosse beschuppt.

## Arten
Es gibt vier beschriebene Arten:
- Mesoheros atromaculatum (Regan, 1912)
- Roter Ecuadorbuntbarsch (Mesoheros festae (Boulenger, 1899)) Typusart
- Mesoheros gephyrus (Eigenmann, 1922)
- Mesoheros ornatus (Regan, 1905)

## Systematik
Alle vier Arten gehörten ursprünglich zu der damaligen Sammelgattung Cichlasoma. Seit längerer Zeit ist es jedoch klar das die vier Arten mit der Kerngruppe von Cichlasoma um die Typusart Cichlasoma bimaculatum nicht besonders nah verwandt sind. Sie wurden deshalb als „Cichlasoma“-festae-Gruppe abgetrennt, der Gattungsname aber in Anführungsstrichen weiter verwendet, da kein neuer zur Verfügung stand. Dies änderte sich im August 2015, als ein Ichthyologenteam für die vier Arten die Gattung Mesoheros einführten. Mesoheros gehört nicht zur Tribus Cichlasomatini, wie Cichlasoma, sondern zur Tribus Heroini und dort zu einer als Herichthyines (nach Herichthys) bezeichneten Klade von Buntbarschen, die vor allem im nördlichen Mittelamerika verbreitet sind.